# Arne Mattsson
Arne Mattsson (ur. 2 grudnia 1919 w Uppsali; zm. 28 czerwca 1995) – szwedzki reżyser i scenarzysta filmowy. W latach 1944–1990 nakręcił łącznie 61 filmów.
Początkowo kręcił głównie komedie. Najgłośniejsze dzieło Mattssona to Ona tańczyła jedno lato (1951). Film budził w latach 50. olbrzymie kontrowersje ze względu na swoją śmiałość obyczajową. Największy skandal wzbudziła scena, w której para nastoletnich bohaterów kąpie się i przytula, będąc całkowicie nago. Pomimo głosów oburzenia oraz potępienia ze strony stróżów moralności w różnych częściach świata, za obraz ten Mattsson zdobył Złotego Niedźwiedzia na 2. MFF w Berlinie.
Kontrowersji nie wystrzegł się również jeden z następnych filmów Mattssona, Chleb miłości (1953). Obraz ten, oparty na prozie Pedera Sjögrena, opowiadał o doświadczeniach ochotnika z wojny radziecko-fińskiej 1940-41. Po premierze na 7. MFF w Cannes zarówno autor literackiego pierwowzoru, jak i delegacja radziecka, byli filmem rozsierdzeni, a w Finlandii został on zakazany.
W późniejszych latach Mattsson kręcił głównie filmy kryminalne, bez sukcesów na arenie międzynarodowej.

## Wybrana filmografia

### Reżyser
- 1944: I wszystkie te kobiety (...och alla dessa kvinnor)
- 1951: Ona tańczyła jedno lato (Hon dansade en sommar)
- 1953: Chleb miłości (Kärlekens bröd)
- 1955: Ludzie z wyspy Hemsö (Hemsöborna)
- 1956: Dziewczyna we fraku (Flickan i frack)
- 1958: Dama w czerni (Damen i svart)
- 1958: Wiosna życia (Livets vår)
- 1962: Bilet do raju (Biljett till paradiset)
- 1965: Maurowie (Morianerna)
- 1965: Nocny koszmar (Nattmara)
- 1970: Anna i Ewa – erotycznie (Ann och Eve – de erotiska)
- 1978: Ciężarówka (Mannen i skuggan)
- 1987: Dziewczyna (The Girl)
- 1989: Szaleńcze wyzwanie (The Mad Bunch) – współreżyser
- 1990: Destroying Angel